# Catarctia
Catarctia is een geslacht van vlinders van de familie tandvlinders (Notodontidae), uit de onderfamilie Notodontinae.

## Soorten
- C. biseriata (Plötz, 1880)
- C. divisa (Walker, 1855)
- C. eos (Kiriakoff, 1955)
- C. rothschildi (Kiriakoff, 1955)
- C. subrosea Bethune-Baker, 1911
- C. terminipuncta Hampson, 1910